# Сулейков, Кирилл Филиппович
Кирилл Филиппович Сулейков (14 февраля 1893, Климовка, Могилёвская губерния — 23 февраля 1985, Москва) — советский военный деятель, генерал-майор танковых войск (1940 год).

## Биография
Кирилл Филиппович Сулейков родился 14 февраля 1893 года в деревне Климовка (ныне — Гомельского района Гомельской области).

### Первая мировая и гражданская войны
В октябре 1915 года был призван в ряды Русской императорской армии, после чего в том же году закончил учебную команду, а в 1916 году — школу прапорщиков. В декабре 1917 года в чине подпрапорщика был демобилизован из рядов армии.
В марте 1918 года был призван в ряды РККА и назначен на должность командира Поболовского отряда (Северо-Западный фронт), после чего принимал участие в боевых действиях против германских войск в районе города Унеча. С октября того же года служил командиром роты и отряда в составе 63-го стрелкового батальона, а с марта 1919 года — командиром роты, помощником командира и командиром 15-го стрелкового батальона, находясь на которых, принимал участие в боевых действиях в ходе советско-польской войны.
В октябре 1920 года Сулейков был назначен на должность командира 142-го стрелкового полка, после чего принимал участие в боевых действиях против повстанцев на Украине.

### Межвоенное время
В сентябре 1921 года Сулейков был направлен на учёбу в Высшую объединённую командную школу, дислоцированную в Смоленске, после окончания которой с октября 1922 года служил на должностях командира роты, начальника оперативной части и начальника штаба Частей особого назначения. В августе 1924 года был направлен на учёбу в Военную академию РККА, после окончания которой в августе 1927 года был назначен на должность начальника оперативной части штаба Армянской стрелковой дивизии, в январе 1930 года — на должность помощника начальника 1-го отдела 1-го управления Штаба РККА, а в июне 1932 года — на должность начальника штаба 3-й механизированной бригады.
В октябре 1934 года был направлен на учёбу на оперативный факультет Военной академии имени М. В. Фрунзе, после окончания которого в мае 1935 года был назначен на должность командира 29-го механизированного полка, в январе 1938 года — на должность начальника автобронетанковой службы 16-го стрелкового корпуса (Белорусский военный округ), а в январе 1939 года — на должность помощника командира по строевой части 20-го танкового корпуса. Находясь на этой должности, Сулейков принимал участие в боевых действиях на Халхин-Голе, после окончания которых был назначен на должность помощника командира 10-го танкового корпуса и принимал участие в советско-финской войне.
В июне 1940 года был назначен на должность командира 18-й танковой дивизии 7-й механизированный корпус, Московский военный округ), а в сентябре того же года — на должность заместителя командира 3-го механизированного корпуса (Прибалтийский военный округ).

### Великая Отечественная война
С началом воины находился на прежней должности. В ходе приграничного сражения с 23 по 25 июня корпус принимал участие в ходе фронтового контрудара в полосе 8-й армии в районе Шяуляйского укрепленного района, во время которого противник понёс потери, в результате чего его наступление было задержано на несколько дней. Однако ходе этих боевых действий корпус практически потерял материальную часть и попал в окружение, после чего отступал к реке Западная Двина и затем по территории Белоруссии и Брянской области. В августе 1941 года генерал-майор Сулейков вышел из окружения и с сентября служил в инспекции Главного бронетанкового управления Красной Армии. В октябре 1942 года был назначен на должность заместителя начальника этого же управления, а затем исполнял должность заместителя командующего войсками Северо-Западного фронта по бронетанковым и механизированным войскам.
С мая 1943 года исполнял должность заместителя командующего 3-й гвардейской танковой армии, после чего принимал участие в боевых действиях в ходе Орловской наступательной операции. В августе того же года Сулейков был назначен на должность командира 7-го гвардейского танкового корпуса, который во второй половине сентября принимал участие в ходе форсирования Днепра в районе Великого Букрина и затем боевых действий по расширению букринского плацдарма. Вскоре корпус во время Киевской наступательной операции принимал участие в освобождении Василькова и Киева, за что был удостоен почётного наименования «Киевский». Из-за ухудшившегося после контузии здоровья генерал-майор Сулейков в декабре был назначен на должность заместителя командира 7-го гвардейского танкового корпуса, в марте 1944 года — на должность заместителя командира 1-го танкового корпуса, а в августе — на должность заместителя командира 13-го гвардейского стрелкового корпуса, который принимал участие в боевых действиях в ходе Белорусской, Каунасской, Мемельской, Кёнигсбергской и Земландской наступательных операций.

### Послевоенная карьера
В июле 1945 года был назначен на должность старшего преподавателя кафедры оперативного искусства — тактического руководителя учебной группы основного факультета Военной академии имени М. В. Фрунзе, в апреле 1948 года — на должность заместителя начальника основного факультета по учебной работе, а в октябре 1949 года — на должность заместителя по учебной работе начальника курсов усовершенствования командиров стрелковых дивизий академии.
Генерал-майор танковых войск Кирилл Филиппович Сулейков в октябре 1951 года вышел в отставку.
Умер 23 февраля 1985 года в Москве. Похоронен на Рогожском кладбище.

## Награды
- Орден Ленина (21.02.1945[2]);
- Три ордена Красного Знамени (21.08.1943[2], 03.11.1944[2], 24.06.1948[2]);
- Орден Кутузова 2 степени (19.04.1945)[2];
- Медали.

## Семья
Внук Андрей Сулейков — писатель, издатель, телепродюсер, директор издательства Это моя земля.